# Rocky (The Rocky and Bullwinkle Show)
Lo scoiattolo Rocky (Rocket J. Squirrel) è un personaggio dei cartoni animati protagonista delle serie The Rocky and Bullwinkle Show e The Bullwinkle Show andate in onda negli Stati Uniti nel periodo 1959-1964 e prodotte da Jay Ward.
Si tratta di un piccolo scoiattolo coraggioso e sveglio, con un casco d'aviatore sempre in testa.
Le serie di Rocky e Bullwinkle sono state trasmesse in Italia negli anni novanta su circuiti privati, con un doppiaggio che è riuscito a preservare piuttosto bene l'umorismo originale. Nella versione italiana Rocky è doppiato da Willy Moser, mentre Bullwinkle, da Franco Latini.
Bullwinkle e Rocky sono stati protagonisti anche di un film prodotto da Robert De Niro, The Adventures of Rocky and Bullwinkle, del 2000.